# Campus Zweiter Bildungsweg
Der Campus Zweiter Bildungsweg - abgekürzt Ca2B - ist Hamburgs staatliche Schule für Erwachsene in Hamburg-St. Georg. Dazu wurden die frühere Abendschule vor dem Holstentor und das Staatliche Abendgymnasium mit Abendschule St. Georg sowie das Hansa-Kolleg am 1. Februar 2023 zusammenfasst.

## Beschreibung
In der Einrichtung können Schülerinnen und Schüler aus Hamburg je nach Vorbildung den Ersten allgemeinbildenden Schulabschluss (Hauptschule), Mittleren Schulabschluss (Realschule) und das Abitur bzw. Fachabitur erwerben. Beim Abschluss Abitur bzw. beim Fachabitur besteht die Möglichkeit, den Schulbesuch in Präsenz oder als Online-Unterricht zu absolvieren.

## Schulgebäude
Das Schulgebäude ist das denkmalgeschützte, 1873 von Hermann Dietrich Hastedt erbaute und 1884 und 1911 erweiterte Schulgebäude am Holzdamm direkt neben dem Hotel Atlantic, das früher eine Mädchenschule und später Berufsschulen beherbergte. Nach einem aufwendigen Umbau ist hier der „Campus Zweiter Bildungsweg“ als neue zentrale Einrichtung der Erwachsenenbildung ansässig.
Es stehen 40 digital ausgestattete Unterrichts- und Fachräume sowie eine Cafeteria und eine Bibliothek zur Verfügung. Der Campus wurde auch eingerichtet, weil die Anmeldezahlen der Abendgymnasien rückläufig waren.

## Förderverein
2023 gründete sich ein Förderverein. Er hat sich zum Ziel gesetzt, die Belange der Schule des Zweiten Bildungsweges zu unterstützen und Projekte zu fördern, die aus Schulgeldern nicht zu finanzieren sind.